# Грэм-Смит, Сет
Сет Грэм-Смит (англ. Seth Grahame-Smith, 4 января 1976) — американский писатель, сценарист, кино- и телепродюсер. Он известен прежде всего как автор пользующихся спросом мэшап-романов «Гордость и предубеждение и зомби», «Авраам Линкольн: Охотник на вампиров».

## Биография
Сет Грэм-Смит родился 4 января 1976 года в Роквилл-Сентре, Нью-Йорк, но рос в Вестоне и Бетеле, Коннектикут. После развода его родителей мать изменила его фамилию на «Грэм», в честь автора Кеннета Грэма, и позже добавила фамилию «Смит» от её повторного брака. Он получил степень в области фильмографии в колледже Эмерсона. В настоящее время живёт в Лос-Анджелесе, Калифорния, с женой Эрин и сыном Джошуа.

## Фильмы
Оба бестселлера Грэма-Смита адаптируются как художественные фильмы. Продюсером фильма «Гордость и предубеждение и зомби» стала Натали Портман, а режиссёром Бёрр Стирс. Премьера фильма состоялась 5 февраля 2016 года.
Грэм-Смит адаптировал свою книгу «Авраам Линкольн: Охотник на вампиров» в сценарий для продюсеров Тима Бёртона и Тимура Бекмамбетова. Премьера одноимённого фильма состоялась 22 июня 2012 года.

## Фильмография

### Фильмы
| Год  | Название                                | Должность          | Должность      | Примечания                                                                     |
| Год  | Название                                | Сценарист          | Продюсер       | Примечания                                                                     |
| ---- | --------------------------------------- | ------------------ | -------------- | ------------------------------------------------------------------------------ |
| 2000 | Кошмары                                 | Нет                | Нет            | ассистент оператора                                                            |
| 2012 | Мрачные тени                            | Да                 | Нет            | в соавторстве с Джоном Огастом                                                 |
| 2012 | Президент Линкольн: Охотник на вампиров | Да                 | Исполнительный | по мотивам его же романа                                                       |
| 2015 | Фантастическая четвёрка                 | Не указан в титрах | Нет            | доработка сценария                                                             |
| 2016 | Гордость и предубеждение и зомби        | Нет                | Нет            | по мотивам его же романа                                                       |
| 2017 | Лего Фильм: Бэтмен                      | Да                 | Нет            | при участии Криса Маккенны, Эрика Соммерса, Джареда Стерна и Джона Уиттингтона |
| 2017 | Оно                                     | Нет                | Да             |                                                                                |
| 2017 | Лего Фильм: Ниндзяго                    | Нет                | Исполнительный |                                                                                |
| 2019 | Детские игры                            | Нет                | Да             |                                                                                |
| 2019 | Оно 2                                   | Нет                | Исполнительный |                                                                                |
| 2023 | Флэш                                    | Не указан в титрах | Нет            | дополнительные литературные материалы                                          |
| 2024 | Битлджус Битлджус                       | Сюжет              | Нет            | постпроизводство                                                               |
| TBA  | Кунг Фьюри 2                            | Нет                | Да             | постпроизводство                                                               |
| TBA  | Иллюзия обмана 3                        | Да                 | Нет            | предпроизводство                                                               |
| TBA  | Гремлины 3                              | Нет                | Да             | в разработке                                                                   |

### Сериалы
| Год       | Название            | Должность | Должность | Должность      | Примечания                                                                               |
| Год       | Название            | Режиссёр  | Сценарист | Продюсер       | Примечания                                                                               |
| --------- | ------------------- | --------- | --------- | -------------- | ---------------------------------------------------------------------------------------- |
| 2000—2001 | Тайны истории       | Нет       | Да        | Технический    | документальный сериал; 2 серии                                                           |
| 2001      | The Most            | Нет       | Да        | Нет            | мини-сериал                                                                              |
| 2007      | Кларк и Майкл       | Нет       | Нет       | Да             |                                                                                          |
| 2010—2011 | Достоинство Бергера | Да        | Да        | Исполнительный | также создатель; режиссёр двух серий; сценарист четырёх серий; продюсер двенадцати серий |
| 2021      | Просто запредельно  | Нет       | Да        | Исполнительный | также создатель; шоураннер; сценарист двух серий                                         |